# (+)-サビノールデヒドロゲナーゼ
(+)-サビノールデヒドロゲナーゼ（(+)-sabinol dehydrogenase）は、以下の化学反応を触媒する酵素である。
(+)-cis-サビノール + NAD+ {\displaystyle \rightleftharpoons } (+)-サビノン + NADH + H+
すなわち、2つの基質(+)-cis-サビノールとニコチンアミドアデニンジヌクレオチド(NAD+)から、3つの生成物として
(+)-サビノン、NADH、H+へと導く。
この酵素の組織名は(+)-cis-サビノール:NAD+ キシドレタクターゼ((+)-cis-sabinol:NAD+ oxidoreductase)で、　(+)-cis-サビノールデヒドロゲナーゼ（(+)-cis-sabinol dehydrogenase）とも呼ばれる。
この酵素は酸化還元酵素に属し、特異的にCH-OH基に作用し、NAD+またはNADP+を電子受容体とする。NADP+の場合は反応速度は遅い。(+)-3-ツヨノン( (+)-3-thujone)や(-)-3-イソツヨノンの生合成に関与している。